# Rhinemys
Rhinemys és un gènere de tortuga de la família dels Chelidae, que inclou una sola espècie, Rhinemys rufipes, pròpia del NO Brasil (Amazones, Pará), i del SE Colòmbia.